# Maggiordomo maggiore del Re
Maggiordomo maggiore del Re (in spagnolo Mayordomo mayor del rey) è una dignità degli antichi Regni di León e Castiglia.
L'incarico fu sempre svolto da membri dell'alta nobiltà o della famiglia reale. Con l'ascesa al trono di Carlo V fu sostituito con l'incarico di Maggiordomo maggiore del Re di Spagna.

## Funzioni
- Capo della Casa del Re (titolo non solo onorifico, ma anche effettivo).
- Responsabile del cerimoniale di corte e dell'etichetta di palazzo.
- Amministratore del patrimonio reale, anche se questa funzione perse di peso nel corso dei secoli a favore di altri ufficiali minori della corte.

## Requisiti per l'esercizio dell'incarico
Nel titolo IX della seconda delle Siete Partidas, sono elencati i requisiti per l'accesso alla carica di Maggiordomo maggiore del Re e le sue funzioni:
- Essere di buon lignaggio, poiché questo, secondo la mentalità del tempo, esorta a fare il bene.
- Il Maggiordomo deve essere a conoscenza del reddito e dei diritti del Re, per gestire e far crescere i ricavi.
- Il Maggiordomo deve sapere gestire la contabilità della famiglia reale, per poter poi informare il Re sullo stato dei conti.
- Essere fedele al Re, per fargli ottenere l'amicizia dei suoi sudditi, perché tutto ciò che riguarda la famiglia reale rientrava nella sua giurisdizione.

## Maggiordomi maggiori del Re di León (1156-1230)
- Conte Vela Gutiérrez (1156-1157)
- Conte Ponce Giraldo de Cabrera (1157)
- Abril (1158- 1159)
- Pedro Arlote (1159)
- Conte Ponce Giraldo de Cabrera (1159-1161)
- Pedro Balzán (1162)
- Fernando Rodríguez de Castro "el Castellano", Signore della Casa di Castro (1162-1164)
- Conte Gómez González de Manzanedo (1164-1165)
- Fernando Rodríguez de Castro "el Castellano", Signore della Casa di Castro (1165-1166)
- Pedro Arias de Limia (1166-1167)
- Conte Ponce de Minerva (1167)
- Ermengol VII de Urgel, Conte di Urgel (1167-1173)
- Álvaro Rodríguez de Castro, figlio di Rodrigo Fernández de Castro "el Calvo" (1173-1174)
- Ermengol VII de Urgel, Conte di Urgel (1175)
- Gonzalo Osorio, Signore di Villalobos (Zamora), figlio del Conte Osorio Martínez e della Contessa Teresa Fernández, bisnipote di Alfonso VI di León (1176-1178)
- Ermengol VII de Urgel, Conte di Urgel (1179-1184)
- Pedro Rodríguez de Castro, figlio di Rodrigo Fernández de Castro "el Calvo" (1184)
- Rodrigo López de Haro, figlio di Lope Díaz I de Haro, Signore di Vizcaya (1184-1185)
- Conte Pedro Manrique de Lara, Visconte di Narbona e Signore di Molina y Mesa (1185)
- Rodrigo López de Haro, figlio di Lope Díaz I de Haro, Signore di Vizcaya (1185)
- Bermudo Álvarez, figlio del Conte Álvaro Rodríguez de Sarria e della Contessa Sancha Fernández de Traba, bisnipote di Alfonso VI di León (1186-1187)
- Munio Fernández de Rodeiro (1188)
- Pedro Vélaz, Arcidiacono di Compostela e Abate di Osera (1188)
- Pedro García de Aza, tenente a Lerma, nipote del Conte García Ordóñez(1188)
- Conte Fernando Ponce (1189), figlio del Conte Ponce de Minerva
- García Rodríguez de Sanabria (1190-1191)
- Pedro Fernández de Castro "el Castellano", Signore della Casa di Castro (1191)
- Juan Fernández de Limia, figlio di Fernando Arias y Teresa Bermúdez de Traba  (1192-1193)
- Conte Gómez González de Traba (1193), figlio del Conte Gonzalo Fernández de Traba e nipote di Fernando Pérez de Traba.
- Pedro Fernández de Castro "el Castellano", Signore della Casa di Castro (1194)
- Juan Fernández de Limia (1194)
- Fernando García de Villamayor (1194-1195)
- Pedro Fernández de Castro "el Castellano", Signore della Casa di Castro (1195-1197)
- Pelayo Muñoz (1197)
- Fernando García de Villamayor (1197-1203)
- Gonzalo Rodríguez (1203)
- Juan Fernández de Limia (1204)
- Pedro Fernández de Castro "el Castellano", Signore della Casa di Castro (1204)
- Lorenzo Suárez de Ribadouro (1205)
- Rodrigo Ordóñez, Merino maggiore di León (1210-1211)
- Álvaro Gutiérrez de Castro, figlio di Gutierre Rodríguez de Castro (1211-1213)
- Pedro Gutiérrez de Castro, figlio di Gutierre Rodríguez de Castro (1213)
- Pedro, Maestro dell'Ordine del Tempio (1214)
- Álvaro Núñez de Lara, figlio del Conte Nuño Pérez de Lara (1217-1218)
- Lorenzo Suárez (1219)
- Fernando Fernández de Cabrera, figlio del Conte Fernando Ponce de Cabrera (1219-1222)
- Álvaro Pérez de Castro "el Castellano", Signore della Casa di Castro (1223)
- Pietro del Portogallo, Conte di Urgell, figlio del Re Sancho I del Portogallo (1223-1230)

## Maggiordomi maggiori del Re di Castiglia e, dal 1230, anche del Re di León
- Martín Muñoz (1149-1152)
- Gutierre Fernández de Castro (1153-1155)
- Fernando Pérez Hurtado, figlio illegittimo della Regina Urraca I de León (1155-1156)
- Conte Gómez González de Manzanedo (1157-1158)
- Pedro García de Lerma (1161-1172)
- Conte Ponce de Minerva (1172-1173)
- Conte Gómez González de Manzanedo (1173)
- Rodrigo Gutiérrez Girón (1173-1193)
- Pedro Rodríguez de Guzmán (1194-1195), figlio di Rodrigo Muñoz de Guzmán y Mayor Díaz.
- Pedro García de Lerma (1195-1198)
- Gonzalo Rodríguez Girón (1198-1216)
- Martín Muñoz de Hinojosa (1217)
- Gonzalo Rodríguez Girón (1217-1231)
- García Fernández de Villamayor (1232-1238)
- Rodrigo González Girón, figlio di Gonzalo Rodríguez Girón (1238-1252)
- Juan García de Villamayor, figlio di García Fernández de Villamayor (1252-1260)
- Fernando de la Cerda, infante di Castiglia e figlio di Alfonso X il Saggio (1260)
- Alfonso García de Villamayor, figlio di García Fernández de Villamayor (1262)
- Fernando de la Cerda, infante di Castiglia e figlio di Alfonso X il Saggio (1270-1272)
- Gil García de Azagra (1272)
- Fernando de la Cerda, infante di Castiglia e figlio di Alfonso X il Saggio (1274)
- Sancho di Castiglia, infante di Castiglia e figlio di Alfonso X il Saggio (1276?-1277)
- Manuel de Castilla, infante di Castiglia e figlio di Fernando III il Santo (1278-1282)
- Alfonso Fernández, figlio dell'infante Felipe di Castiglia e nipote di Fernando III il Santo (1283)
- Fernán Pérez Ponce di León I, Adelantado maggiore della frontiera di Andalusia e nipote del Re Alfonso IX di León (1284)
- Juan de Castilla "el de Tarifa", infante di Castiglia e figlio di Alfonso X il Saggio (1284-1285)
- Pedro Álvarez delle Asturie, Signore di Noreña (1285-1286)
- Lope Díaz III de Haro, Signore di Vizcaya (1286-1288)
- Juan Fernández "Cabellos de Oro", Adelantado maggiore della frontiera di Andalusia e nipote del Re Alfonso IX di León (1288-1292)
- Ruy Pérez Ponce de León, Maestro dell'Ordine di Calatrava e nipote del Re Alfonso IX di León (1293-1295)
- Pedro Ponce de León y Meneses, Adelantado maggiore della frontiera di Andalusia e bisnipote del Re Alfonso IX di León (1295)
- Rodrigo Rodríguez Carrillo (1296)
- Juan Osórez, Maestro dell'Ordine di Santiago (1298-1302)
- Juan Núñez II de Lara, Signore della Casa di Lara (1302)
- Enrique de Castilla "el Senador", infante di Castiglia e figlio di Fernando III il Santo (1302)
- Pedro Ponce de León y Meneses, Adelantado maggiore della frontiera di Andalusia e bisnipote del Re Alfonso IX di León (1302-1305)
- Juan Núñez II de Lara, Signore della Casa di Lara (1307)
- Diego López V de Haro, Signore di Vizcaya e bisnipote del Re Alfonso IX di León (1307-1309)
- Juan Núñez II de Lara, Signore della Casa di Lara (1308)
- Pedro de Castilla y Molina, infante di Castiglia e figlio di Sancho IV di Castiglia (1310-1311)
- Don Juan Manuel, nipote di Fernando III il Santo (1311-1314)
- Juan Núñez II de Lara, Signore della Casa di Lara (1315)
- Alfonso de Valencia, Pertiguero maggiore di Santiago e nipote di Alfonso X il Saggio (1315-1316)
- Don Juan Manuel, nipote di Fernando III il Santo (1318-1319)
- Fernando de la Cerda, nipote di Alfonso X il Saggio (1320)
- Felipe de Castilla y Molina, infante di Castiglia e figlio di Sancho IV di Castiglia (1325-1327)
- Álvar Núñez Osorio, Conte di Trastámara, Lemos e Sarria (1328)
- Fernando Rodríguez de Valbuena, Priore dell'Ordine dell'Ospedale di San Giovanni di Gerusalemme (1328-1332)
- Pedro Fernández de Castro "el de la Guerra", nipote di Sancho IV di Castiglia (1332-1342)
- Juan Núñez III de Lara, Signore di Lara e bisnipote di Alfonso X il Saggio (1345-1350)
- Nuño Díaz de Haro, Signore di Lara e Vizcaya e nipote di Alfonso X il Saggio (1351)
- Fernán Ruiz de Castro, bisnipote di Sancho IV di Castiglia (1351-1355)
- Juan Fernández de Hinestrosa (1355)
- Diego García de Padilla, Maestro dell'Ordine di Calatrava (1357-1363)
- Martín López de Córdoba, Maestro dell'Ordine di Alcántara (1365-1368)
- Álvar García de Albornoz, Signore di Albornoz (1369-1374)
- Juan Martínez de Luna, Signore di Gotor e Illueca 1374?
- Pedro González de Mendoza, Signore di Hita e Buitrago (1379-1385)
- Diego Hurtado de Mendoza, Signore di Hita e Buitrago (1385-1389)
- Juan Hurtado de Mendoza, Signore di Almazán, Morón e Gormaz (1391-1419)
- Juan Hurtado de Mendoza, figlio del precedente. Signore di Morón e Gormaz (1419-1426)
- Ruy Díaz de Mendoza, figlio del precedente. Conte di Castrojeriz e Signore di Morón (1426-1454)
- Juan Pacheco, Marchese di Villena e Gran Maestro dell'Ordine di Santiago (1454-1472)
- Diego López Pacheco, Marchese di Villena e Gran Maestro dell'Ordine di Santiago (1472-1480)